# Rifugio Mario Fraccaroli
Das Rifugio Mario Fraccaroli (auch kurz Rifugio Fraccaroli, deutsch Fraccaroli-Hütte) ist eine Schutzhütte der Sektion Verona des Club Alpino Italiano (CAI) in Italien.

## Lage und Umgebung
Das Rifugio Fraccaroli liegt im Gemeindegebiet von Ala in der Provinz Trient an der Grenze zur Provinz Verona auf 2238 m s.l.m. Die Schutzhütte steht nur ein paar Gehminuten von der Cima Carega, dem Hauptgipfel der Caregagruppe, entfernt.
An der Hütte führt der Europäische Fernwanderweg E5 und der Sentiero della Pace (deutsch Friedensweg) vorbei.

## Geschichte
Das Rifugio Fraccaroli wurde im Sommer 1953 erbaut und am 11. Oktober des gleichen Jahres eingeweiht. Benannt ist es nach Mario Fraccaroli, einem Mitglied des CAI Verona, der im April 1945 wenige Tage vor Ende des Zweiten Weltkrieges von auf dem Rückzug befindlichen deutschen Soldaten erschossen wurde.
Das Gebäude wurde im Laufe der Zeit erweitert und mehrmals modernisiert.

## Zugänge
- Vom Rifugio Campogrosso, 1456 m ⊙ auf Weg 157 (3 Stunden)
- Vom Rifugio Scalobri, 1767 m ⊙ auf Weg 157, 192 (1 Stunde 15 Minuten)
- Von Ronchi di Ala, 705 m ⊙ auf Weg 108 (5 Stunden)

## Nachbarhütten und Übergänge
- Zum Rifugio Monte Zugna, 1620 m ⊙ auf Weg 108, 115 in 5 Stunden
- Zum Passo Pian delle Fugazze, 1162 m ⊙ auf Weg 157, 170 in 4 Stunden

## Gipfelbesteigungen
- Cima Carega, 2259 m ⊙ 5 Minuten
- Cima Cherlong oder auch del Calieron, 2209 m ⊙ 30 Minuten
- Cima Posta, 2210 m ⊙ 40 Minuten